# Antonio Caimo Dragoni
Antonio Caimo Dragoni, conte di Tissano, (19 febbraio 1801 – Udine, 10 giugno 1877), è stato un politico italiano.

## Biografia
Figlio di Eusebio Caimo conte di Tissano e di Giulia Dragoni, fu sposato con Anna Giulia Belgrado dalla quale ebbe tre figli: Teresa, Eusebio e Pietro.
Fu podestà di Udine dal 1845 al 1852. Durante il suo mandato, diede un fondamentale impulso alla formazione della Biblioteca civica di Udine, che infatti fu istituita ufficialmente il 22 dicembre 1847.